# Daj mi znać
Daj mi znać – pierwszy singel polskiego piosenkarza Oskara Cymsa z jego debiutanckiego solowego albumu studyjnego, zatytułowanego Nigdy wcześniej. Singel został wydany 26 kwietnia 2023.
Kompozycja znalazła się na 4. miejscu listy OLiA, najczęściej odtwarzanych utworów w polskich rozgłośniach radiowych. Nagranie otrzymało w Polsce status platynowego singla, przekraczając liczbę 50 tysięcy sprzedanych kopii.

## Geneza utworu i historia wydania
Utwór napisali i skomponowali Patryk Kumór, Maria Dzięcielak, Oskar Cyms, Frank Bo, Dominic Buczkowski-Wojtaszek, Damian Skoczyk i Emilian Waluchowski, natomiast za produkcję utworu odpowiadali Hotel Torino. Piosenkarz o singlu:

Piosenka opowiada o zakończonej znajomości – miłości, która jeszcze do końca nie wygasła. Alter ego utworu nadal ma nadzieję na to, że wszystko się ułoży na nowo. Teraz widzi, że przy niej był najszczęśliwszy. Cały czas liczy na jakiś znak od ukochanej, który sprawi, że wszystko będzie tak jak wcześniej.

Singel ukazał się w formacie digital download 16 sierpnia 2022 w Polsce za pośrednictwem wytwórni płytowej DB4 Management w dystrybucji Warner Music Poland. Piosenka została umieszczona na debiutanckim albumie studyjnym Cymsa – Nigdy wcześniej.
26 maja 2023 singel został zaprezentowany telewidzom stacji Polsat podczas Polsat SuperHit Festiwal 2023. 31 grudnia utwór został wykonany podczas Sylwestrowej Moc Przebojów emitowanej na antenie stacji Polsat w Chorzowie.

## „Daj mi znać” w stacjach radiowych
Nagranie było notowane na 4. miejscu w zestawieniu OLiA, najczęściej odtwarzanych utworów w polskich rozgłośniach radiowych.

## Teledysk
Do utworu powstał teledysk w reżyserii Przemysława Gomuły, który udostępniono w dniu premiery singla za pośrednictwem serwisu YouTube.

## Notowania
| Kraj   | Lista (2022)                   | Najwyższa pozycja |
| ------ | ------------------------------ | ----------------- |
| Polska | OLiS – oficjalna lista airplay | 4                 |

| Kraj   | Lista (2023)                   | Pozycja |
| ------ | ------------------------------ | ------- |
| Polska | OLiS – oficjalna lista airplay | 80      |

## Certyfikaty
| Kraj          | Certyfikat      | Sprzedaż |
| ------------- | --------------- | -------- |
| Polska (ZPAV) | platynowa płyta | 50 000+  |

## Wyróżnienia
| Rok  | Konkurs                  | Kategoria    | Rezultat    |
| ---- | ------------------------ | ------------ | ----------- |
| 2022 | Przebój roku RMF FM 2022 | Przebój roku | 65. miejsce |